# محمد مصیلحی
محمد مصیلحی (انگلیسی: Mohamed Mouselhy؛ زادهٔ ۷ ژانویهٔ ۱۹۷۲) بازیکن والیبال اهل مصر بود.